# Mycoamaranthus congolensis
Mycoamaranthus congolensis är en svampart som först beskrevs av Dissing & M. Lange, och fick sitt nu gällande namn av Castellano & Walleyn 2000. Mycoamaranthus congolensis ingår i släktet Mycoamaranthus och familjen Boletaceae.   Inga underarter finns listade i Catalogue of Life.